# 伊甚国造
伊甚国造（いじみのくにのみやつこ、いじみこくぞう）は、後の令制国の上総国埴生郡と長柄郡（現在の千葉県長生郡市）を支配した国造。姓は直。伊甚屯倉設置以前は夷灊郡も支配していたと考えられている。表記については、『先代旧事本紀』「国造本紀」と『日本書紀』は伊甚国造とするが、『古事記』は伊自牟国造（いじむ-）とする。

## 解説
『先代旧事本紀』「国造本紀」によれば、成務天皇の御世に、安房国造祖伊許保止命の孫の伊己侶止直を伊甚国造に定められたとされる。また『古事記』では、天之菩卑能命の子建比良鳥命を伊自牟国造の祖とする。
伊甚国造は夷隅川および一宮川流域を支配していたとみられ、長南町域には能満寺古墳や油殿一号墳といった4世紀代の大型前方後円墳があり、古墳時代前期における首長勢力の存在をうかがわせる。しかし5世紀以降は大型前方後円墳の築造は認められない。
『日本書紀』には、伊甚屯倉献上の記事があり、安閑天皇元年（534年）4月1日条によれば、内膳卿の膳臣大麻呂は伊甚国造に真珠の献納を命じたが、期限に遅れたため捕縛しようとしたところ、国造伊甚稚子は春日山田皇后の寝殿に逃げ隠れた。皇后は驚き失神したためより罪が重くなり、稚子は贖罪のため春日山田皇后に伊甚屯倉を献上し、これが後の夷灊郡であるという。「今わかちて郡とし」とあるので、広大な屯倉であり、その領域は夷灊郡のみならず、北の埴生郡や長柄郡にもおよんでいたと推定される。
この『日本書紀』の記述をそのまま信じるわけにはいかないが、後代の『日本三代実録』貞観9年（867年）4月20日条に夷灊郡の春日部直黒主売の名がみえるので、屯倉が置かれたことは史実とみなされている。こうした屯倉の設置には、地方豪族の支配領域に直轄領を楔のように打込み、勢力を伸張させるヤマト王権のあり方をみることができる。6世紀には、春日山田皇后の外戚である和珥氏の一族武社国造も北東の九十九里浜中央に進出したとされ、『続日本後紀』承和2年（835年）3月16日条には、安閑天皇の他の妃宅媛の父物部木蓮子の弟（つまり宅媛の叔父）小事の功勳による匝瑳郡建郡に関する記事があり、古墳時代中後期のこの地域の首長勢力の衰退を反映している可能性がある。